# Jackson Township (Northumberland County, Pennsylvania)
Die Jackson Township ist eine Township im Northumberland County und eine von 18 Townships mit diesem Namen in Pennsylvania, Vereinigte Staaten. Das U.S. Census Bureau hat bei der Volkszählung 2020 eine Einwohnerzahl von 898 ermittelt.

## Geographie

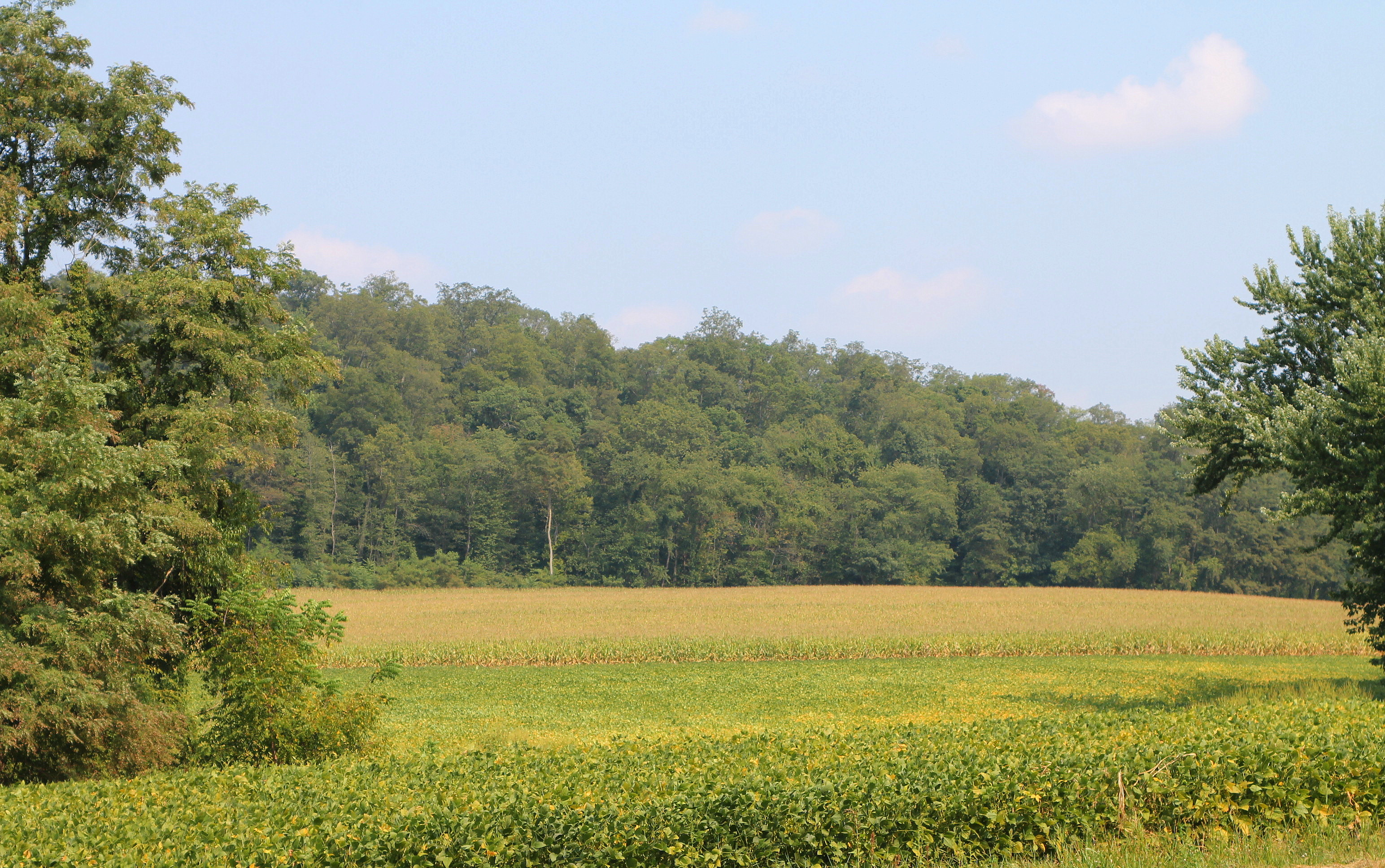
Blick auf die Jackson Township von der Herndon Bypass Road

Nach den Angaben des United States Census Bureaus hat die Township eine Gesamtfläche von 36,8 km², davon entfallen 30,0 km² auf Land und 3,8 km² (= 10,27 %) auf Gewässer.

## Demographie
Zum Zeitpunkt des United States Census 2000 bewohnten Jackson Township 928 Personen. Die Bevölkerungsdichte betrug 28,1 Personen pro km². Es gab 373 Wohneinheiten, durchschnittlich 11,3 pro km². Die Bevölkerung in Jackson Township bestand zu 98,38 % aus Weißen, 0,11 % Schwarzen oder African American, 0,11 % Native American, 0 % Asian, 0,54 % Pacific Islander, 0 % gaben an, anderen Rassen anzugehören und 0,11 % nannten zwei oder mehr Rassen. 0,75 % der Bevölkerung erklärten, Hispanos oder Latinos jeglicher Rasse zu sein.
Die Bewohner Jackson Townships verteilten sich auf 348 Haushalte, von denen in 32,8 % Kinder unter 18 Jahren lebten. 67,5 % der Haushalte stellten Verheiratete, 4,6 % hatten einen weiblichen Haushaltsvorstand ohne Ehemann und 25,0 % bildeten keine Familien. 22,7 % der Haushalte bestanden aus Einzelpersonen und in 13,5 % aller Haushalte lebte jemand im Alter von 65 Jahren oder mehr alleine. Die durchschnittliche Haushaltsgröße betrug 2,58 und die durchschnittliche Familiengröße 3,06 Personen.
Die Bevölkerung verteilte sich auf 26,6 % Minderjährige, 5,2 % 18–24-Jährige, 28,2 % 25–44-Jährige, 24,8 % 45–64-Jährige und 15,2 % im Alter von 65 Jahren oder mehr. Der Median des Alters betrug 39 Jahre. Auf jeweils 100 Frauen entfielen 100,4 Männer. Bei den über 18-Jährigen entfielen auf 100 Frauen 96,3 Männer.
Das mittlere Haushaltseinkommen in Jackson Township betrug 36.528 US-Dollar und das mittlere Familieneinkommen erreichte die Höhe von 44.091 US-Dollar. Das Durchschnittseinkommen der Männer betrug 32.014 US-Dollar, gegenüber 21.944 US-Dollar bei den Frauen. Das Pro-Kopf-Einkommen belief sich auf 16.039 US-Dollar. 15,4 % der Bevölkerung und 8,3 % der Familien hatten ein Einkommen unterhalb der Armutsgrenze, davon waren 16,8 % der Minderjährigen und 8,2 % der Altersgruppe 65 Jahre und mehr betroffen.